# Hervormde kerk (Sint Laurens)
De Hervormde kerk (ook: Dorpskerk) is de protestantse kerk van Sint Laurens in de Nederlandse provincie Zeeland, gelegen aan Van Cittersstraat 69.

## Geschiedenis
Oorspronkelijk kerkten de inwoners van Sint Laurens te Brigdamme, waar zich een kapel bevond, welke echter in 1562 afbrandde. De eerst bekende vermelding van een kerk te Sint-Laurens dateert van 1323. Deze werd in 1566 na de Beeldenstorm gesloopt.
De huidige kerk is gebouwd in 1644 en is een bakstenen hervormd zaalkerkje op rechthoekige plattegrond. Het portaal is voorzien van een korfboog. Vermoedelijk in de 18e eeuw werd de dakruiter toegevoegd en ook de zandstenen miniatuurburchten op de hekposten zijn van die tijd. De huidige consistorie is van 1928. In 1952 werd de kerk gerestaureerd.

## Interieur
In de kerk bevindt zich een grafsteen uit 1753 van Jacob Verheye van Citters, heer van Popkensburg. Verder zijn er drie 17e-eeuwse rouwborden, een preekstoel met 17e-eeuwse onderdelen, een 18e-eeuws gezangenbord en een koperen doopbekken van 1842. Ook hangt er een schilderij van Popkensburg uit 1702 met de tekst: 't Ridderlijk Huijs Popkens Burgh Met Synne Leen en alodiale Landen Ao 1702 uyt den velde gemeten", rechtsonder staat "opgetekend door Joannis de Neeff geadmitteerd landmeter.
Het orgel is van 1906 en werd vervaardigd door A.S.J. Dekker.